# Радикальцев, Пётр Капитонович
Пётр Капитонович Радикальцев (1912, Бурятия — 1977) — помощник командира взвода пешей разведки 312-го стрелкового полка, сержант — на момент представления к награждению орденом Славы 1-й степени.

## Биография
Родился 15 июля 1912 года в селе Пестерево Забайкальской Области. Окончил 4 класса, работал на селе в колхозе. В начале 1930-х годов поступил работать на стеклозавод в городе Улан-Удэ, освоил специальность слесаря. В первые месяцы войны продолжал трудиться на заводе. Как имеющий бронь, в армию не был мобилизован.
В августе 1942 года был призван в Красную Армию. В ноябре 1942 года прибыл на Северо-Западный фронт. Первый бой принял в районе города Старая Русса. Уже в первых боях проявил мужество и стойкость. Когда погибли командир роты и все офицеры и в роте осталось 8 бойцов, Радикальцев принял командование подразделением на себя. Был ранен, но остался на поле боя. Бойцы ещё несколько суток удерживали рубеж, уничтожив более сотни противников, захватили пленного.
После лечения в госпитале в феврале 1943 года был направлен в 312-й стрелковый полк 26-й стрелковой дивизии командиром стрелкового отделения, а через два месяца переведен во взвод пешей разведки. В составе этой дивизии прошел до Победы. Член ВКП(б)/КПСС с 1944 года. Воевал на Северо-Западном, 1-м и 2-м Прибалтийских, 3-м Белорусском фронтах. Неоднократно действовал в составе разведывательных групп с задачей захватить «языка». В июне 1943 года награждён медалью «За отвагу».
К октябрю 1944 года сержант Радикальцев участвовал в захвате 23-х противников, из них трех захватил лично. 12 октября, отражая контратаку противника в районе населенного пункта Приекуле, Радикальцев огнём из автомата сразил более 10 вражеских солдат. В этом бою из 11 разведчиков в живых осталось только трое.
Приказом командира 26-й стрелковой дивизии от 25 октября 1944 года сержант Радикальцев Пётр Капитонович награждён орденом Славы 3-й степени.
В наступательных боях 2-8 февраля 1945 года, старший сержант Радикальцев во главе разведывательной группы действовал в районе северо-восточнее города Фишхаузен. Разведчики обнаружили большую группу противников и внезапно её атаковали. Гранатами и огнём из автомата было уничтожено 7 вражеских солдат и 4 взято в плен. Доставил командованию ценные документы. Будучи раненым, не ушел с поля боя.
Приказом по войскам 43-й армии от 15 марта 1945 года старший сержант Радикальцев Пётр Капитонович награждён орденом Славы 2-й степени.
5-17 апреля 1945 года, в наступательных боях под городом Кёнигсберг и на Земландском полуострове помощник командира взвода пешей разведки старший сержант Радикальцев в ходе разведывательных действий поразил 4 противников и несколько взял в плен.
Указом Президиума Верховного Совета СССР от 29 июня 1945 года за исключительное мужество, отвагу и бесстрашие, проявленные на заключительном этапе Великой Отечественной войны в боях с вражескими захватчиками, старший сержант Радикальцев Пётр Капитонович награждён орденом Славы 1-й степени. Стал полным кавалером ордена Славы.
В 1945 году старшина Радикальцев был демобилизован. Вернулся на родину. Сразу же пошел работать на свой завод, с которого уходил на фронт. Проработал на заводе более 20 лет, сначала в механическом цехе загрузчиком топлива, а затем газогенераторщиком. В 1967 году по состоянию здоровья ушел на заслуженный отдых.
Жил в городе Улан-Удэ. Скончался 15 апреля 1977 года. Похоронен на городском кладбище города Улан-Удэ.
Награждён орденами Славы 3-х степеней, медалями.

## Память
- В 1985 году именем героя войны была названа одна из улиц поселка стекольного завода в городе Улан-Удэ (бывшая улица Шоссейная).